# 花博30周年記念植樹式
花博30周年記念植樹式（はなはく30しゅうねんきねんしょくじゅしき）とは、大阪府大阪市鶴見区にて2021年3月に花博30周年を記念していくつかの場所で行われた植樹式。

## 概要
開催時期は2025年日本国際博覧会が目前となり、また1990年の国際博覧会（花博）のメイン会場となった花博記念公園鶴見緑地の再生事業も進められていた。そこで2020年度に鶴見区役所が「花博30周年記念植樹事業」として市民などから寄付を募集した。結果、69件・4131000円の寄付が集まった。
2021年3月9日14時から14時30分に花博記念公園鶴見緑地・山のエリア内・花博記念ホール横の青いモザイク階段を上がってすぐの場所でハナミズキ11本の植樹が始まった。この植樹には寄附者の他、区長、副区長も出席し区長は挨拶も行った。
同年3月17日9時45分から10時15分に大阪市立茨田中学校でも植樹が行われた。そのほか3月24日14時から14時30分大阪市立榎本小学校内の「えのもとの森」において植樹を行った。いずれも区長が出席し挨拶を行った。植樹した本数は中学校・小学校いずれも1本ずつ。
ハナミズキの花言葉は「永続性」で、しっかりと末永く育てながら今後の鶴見区の緑化活動や環境づくりにつなげていきたいという考え、持続的・永続的な鶴見区の発展の祈念の意味があるとされている。